# Alloscirtetica clypeata
Alloscirtetica clypeata là một loài Hymenoptera trong họ Apidae. Loài này được Urban mô tả khoa học năm 1971.